# Tsunetarō Tonokura
Tsunetarō Tonokura (殿倉常太郎, Tonokura Tsunetarō) est l'un des propriétaires du studio photographique A. Farsari & Co. basé à Yokohama au Japon. Tonokura, qui connaissait le fondateur de la société Adolfo Farsari depuis le milieu des années 1870, gérait à l'origine les opérations journalières de la firme jusqu'à ce qu'il en devienne propriétaire en 1901. Il quitta la compagnie en 1904 pour ouvrir son propre studio.